# Don’t Let Me Be Misunderstood
Don’t Let Me Be Misunderstood ist ein 1964 entstandener Bluessong, der von Bennie Benjamin, Gloria Caldwell (* 15. April 1933) und Sol Marcus geschrieben und zunächst von Nina Simone interpretiert wurde. Eine bekannte Fassung ist die Disco-Version von Santa Esmeralda aus dem Jahr 1977, die wochenlang die deutsche Hitparade anführte.

## Original
Komponiert wurde der Titel Anfang 1964 von Bennie Benjamin, Gloria Caldwell und Sol Marcus (1912–1976). Nina Simone hat das Original im Juni 1964 in New York aufgenommen. Dabei begleitete sie das Orchester Horace Ott; Ott arrangierte auch. Produzent des Titels war Harold „Hal“ Mooney. Die langsame Ballade wurde auf die Single Don’t Let Me Be Misunderstood / A Monster (Philips #40232) gepresst und im Oktober 1964 veröffentlicht, ohne dass sie in die Hitparaden kam. Der Titel blieb deshalb einer weiten Öffentlichkeit verborgen. Die einfühlsame A-Seite handelt von den Bekenntnissen der Sängerin zu ihren charakterlichen Schwächen, die sich jedoch als eine Seele mit guten Absichten sieht und deshalb von ihrem Partner nicht missverstanden werden möchte. Auch wenn ihr manchmal die Launen durchgehen und ihr Partner dann die andere Seite von ihr sieht, soll er dies nicht falsch verstehen. Auf dem Album Broadway-Blues-Ballads (Dezember 1964) war die LP-Version enthalten.

## Version der Animals

Animals: Don't Let Me Be Misunderstood

Die Animals nahmen eine schnellere Version bereits am 16. November 1964 als ihre vierte Single auf, produziert von ihrem Hausproduzenten Mickie Most. Ihre im Januar 1965 veröffentlichte weiße Version Don’t Let Me Be Misunderstood / Club A Go Go (Columbia DB #7445) gelangte – anders als das Original – in die internationalen Hitparaden (Rang 3 in Großbritannien, Rang 15 in den USA). Am 13. September 2010 nahm Eric Burdon in einem Interview mit Songfacts zu den Gründen Stellung, warum er sich für den Titel entschieden hatte: „Ich bin von meinen Eltern, Lehrern und einigen Frauen missverstanden worden – mein ganzes Leben lang.“ An den massiven Verkaufserfolg der vorangegangenen Single The House of the Rising Sun konnte die Animals-Version nicht anknüpfen. Die Version der Animals wird vom Rolling Stone in dessen Liste der 500 besten Songs aller Zeiten aus dem Jahr 2004 auf Rang 315 geführt.

## Version von Santa Esmeralda
Santa Esmeralda ließen den Song mit einem extensiven Intro im November 1977 zu einem Disco-Klassiker werden. Die Single erhielt 48-mal Gold und 42-mal Platin und war acht Wochen lang (vom 21. November 1977 bis zum 9. Januar 1978) die Nr. 1 der deutschen Hitparade; das dazugehörige Album brach den damaligen Rekord von 15 Millionen verkauften Alben. Auch in Österreich stand die Single ab Mitte Dezember 1977 für vier Wochen an der Spitze der Charts. In der Disco-Version erschien es auch 2003 auf dem Soundtrack zum Film Kill Bill. Außerdem wurde es als Eröffnungsmelodie für die US-amerikanische Gameshow Bullseye (1980–1982) verwendet. In Deutschland wurde speziell der Rhythmus-Teil des Stückes vom Ende der 1970er bis Mitte der 1980er Jahre in der ARD-Sportschau als Jingle und Hintergrundmusik für das Tor des Monats benutzt.

## Weitere Coverversionen
ASCAP listet insgesamt 32 Versionen des Songs auf, darunter befinden sich Fassungen von
- Joe Cocker aus dem Jahr 1969 (im Abspann des Films Layer Cake aus dem Jahr 2004 zu hören)
- The Moody Blues (1967)
- Duffy (1971)
- Mike Batt (1977)
- Jean-Claude Borelly (1978)
- Helen Schneider (1981)
- Gary Moore (1984)
- Elvis Costello (1986)
- King Køng (1990/92)
- Ray Darwin (2002)
- No Mercy (2002)
- Place of Skulls (2002)
- Cyndi Lauper (2003)
- John Legend (2003)
- Yusuf Islam (Cat Stevens, 2006)
- Robben Ford (2007)
- Lyambiko (2008)
- Eric Burdon brachte über die Jahre mehrere Studio- und Live-Versionen heraus, u. a. als Reggae-Version
- Meshell Ndegeocello (2012)
- Lana Del Rey (2015)

Zudem gibt es eine deutschsprachige, von Jack White produzierte Version des Stücks mit Sänger Mark Sommer und dem Titel Dabei weiß die ganze Welt, ich liebe Dich aus dem Jahr 1978. In der recht langsamen Originalversion wurde er später in einer Werbung für das Christian-Dior-Parfum J’Adore mit Charlize Theron genutzt. Das Lied diente auch als Sample, so 2007 für den Song Misunderstood von Common und für Lil Waynes DontGetIt auf dem Album The Carter 3 (2008).